# Our New World
Our New World è un singolo del gruppo musicale Dream Theater, pubblicato il 9 settembre 2016 come secondo estratto dal tredicesimo album in studio The Astonishing.

## Descrizione
A differenza della versione originariamente contenuta nell'album, questa è caratterizzata dalla partecipazione vocale della cantante degli Halestorm, Lzzy Hale. Il testo del brano, parte integrante del concept album, narra il momento in cui tre dei personaggi descritti nell'album, Gabriel, Faythe e Xander, iniziano una nuova vita come una nuova famiglia in seguito alla morte di Arhys, fratello di Gabriel nonché padre di Xander.

## Video musicale
Il videoclip per la versione originaria del brano è stato reso pubblico a partire dal 6 maggio 2016 attraverso il canale YouTube del gruppo e consiste in una selezione di riprese tratte dai concerti da loro tenuti il 17 e il 18 marzo dello stesso anno presso il Teatro degli Arcimboldi di Milano.

## Tracce
1. Our New World (featuring Lzzy Hale) – 3:24

## Formazione
Gruppo
- James LaBrie – voce
- John Petrucci – chitarra
- John Myung – basso
- Jordan Rudess – tastiera, direzione creativa arrangiamenti corali ed orchestrali
- Mike Mangini – batteria

Altri musicisti
- Lzzy Hale – voce aggiuntiva
- David Campbell – arrangiamento orchestra e coro
- FILMharmonic Orchestra – orchestra
- Pueri Cantores – coro dei bambini
- Millennium Choir – coro classico
- Fred Martin and the Levite Camp – coro gospel

Produzione
- John Petrucci – produzione
- Richard Chycki – registrazione, missaggio
- James "Jimmy T" Meslin – assistenza tecnica
- Dave Rowland, Jason Staniulis – assistenza missaggio
- Ted Jensen – mastering